# Усачёв, Юрий Александрович
Юрий Александрович Усачёв (1928—2004) — деятель советских правоохранительных органов, генерал-майор. Начальник УМВД Горьковской области (1974—1984).

## Биография
Родился 29 декабря 1928 года в деревне Заключная, Перевозского района Нижегородской губернии в крестьянской семье. 
С 1936 года, в возрасте восьми лет начал свою трудовую деятельность подпаском  в местном колхозе. С 1940 года, в возрасте двенадцати лет работал молотобойцем в кузнице. С 1943 года в период Великой Отечественной войны, в возрасте пятнадцати лет, Ю. А. Усачёв работал лесорубом и возницей. После окончания Великой Отечественной войны работал на машинотракторной станции местного колхоза, одновременно обучаясь в средней школе. С 1948 по 1954 годы служил на действительной военной службе в рядах Советской армии, закончил Челябинское авиационное училище штурманов и стрелков-радистов.
С 1954 года после увольнения из рядов Советской армии начал работать корреспондентом Арзамасского областного отдела радио информации. С 1955 по 1957 годы работал — инструктором Арзамасского областного комитета ВЛКСМ. С 1957 по 1965 годы работал инструктором Горьковского областного комитета ВЛКСМ и заместителем начальника Починковского колхозно-совхозного управления. С 1956 по 1961 годы обучался на заочных отделениях Горьковской высшей партийной школе и Всесоюзном юридическом заочном институте. С 1961 по 1963 годы обучался на заочном отделении  Горьковского сельскохозяйственного института. 
С 1965 по 1968 годы работал в должности — первого секретаря Большеболдинского районного комитета КПСС.  С 1968 года направлен на службу в МВД СССР с назначением — заместителем начальника Управления внутренних дел Горьковской области.
С 1974 по 1984 годы, в течение десяти лет, Ю. А. Усачёв занимал должность — начальника Управления внутренних дел Горьковской области. Во главе Горьковского областного управления МВД СССР Ю. А. Усачёв много сделал для улучшения жизни сотрудников внутренних дел и материально-технического оснащения подразделений МВД находящихся на территории Горьковской области. Ю. А. Усачёв был руководителем строительства нового здания Горьковского областного УВД и санатория МВД, уделял большое внимание строительству жилищного фонда для сотрудников органов внутренних дел.
Скончался 29 июля 2004 года в Нижнем Новгороде, похоронен на кладбище Марьина роща.

## Награды
- Орден Октябрьской революции
- Орден Трудового Красного Знамени
- Орден «Знак Почёта»

### Звание
- Почётный гражданин села Большое Болдино Нижегородской области[2][3]

## Память
- На здании Главного управления МВД РФ по Нижегородской области была установлена мемориальная доска Ю. А. Усачёву
- В деревне Заключная, Перевозского района Нижегородской области именем  Ю. А. Усачёва названа улица.
- В Большом Болдине проводится ежегодный Межрегиональный турнир памяти Ю. А. Усачёва по волейболу, стрельбе и мини-футболу среди сотрудников МВД.
- У здания ГУ МВД России по Нижегородской области в Нижнем Новгороде установлен бюст Ю. А. Усачёва